# Счастливцево (Херсонская область)
Счастливцево (укр. Щасливцеве) — село в Генической городской общине Генического района Херсонской области Украины.
Население по переписи 2001 года составляло 1461 человек. В ходе российского вторжения на Украину было оккупировано российскими войсками.

## География
Село находится на косе Арабатская стрелка полуострова Крым. До 3 марта 1955 года в административном отношении входило в состав Джанкойского района Крымской области.

## Экономика
Значительная часть населения сдаёт домики/комнаты и т. п., в селе расположены пансионаты и базы отдыха:
- БО «Азов»
- ДОЛ «Буревестник»

## Образование
- общеобразовательная школа I—III степеней (Счастливцево, ул. Мира 80)
- ясли-сад «Ромашка» (Счастливцево, ул. Мира 79)

## Медицина
- амбулатория общей практики семейной медицины села Счастливцево (Счастливцево, ул. Мира 23)

## Культура
- дом культуры села Счастливцево (Счастливцево, ул. Мира 24 А)
- библиотека (Счастливцево, ул. Мира 26)

## Религия
- Украинская православная Церковь Введения во храм Пресвятой Богородицы
- Мечеть (Счастливцево, ул. Мира 24 А)

## Местный совет
75580, Херсонская обл., Генический р-н, с. Счастливцево, ул. Мира, 26